# Кольонія-Осса
Кольонія-Осса (пол. Kolonia Ossa) — село в Польщі, у гміні Одживул Пшисуського повіту Мазовецького воєводства.
Населення — 331 особа (2011).
У 1975-1998 роках село належало до Радомського воєводства.

## Демографія
Демографічна структура станом на 31 березня 2011 року:
|          | Загалом | Допрацездатний вік | Працездатний вік | Постпрацездатний вік |
| -------- | ------- | ------------------ | ---------------- | -------------------- |
| Чоловіки | 171     | 53                 | 94               | 24                   |
| Жінки    | 160     | 49                 | 67               | 44                   |
| Разом    | 331     | 102                | 161              | 68                   |